# Rue Saint-Symphorien (Reims)
La  rue Saint-Symphorien  est une voie de la commune de Reims, située au sein du département de la Marne, en région Grand Est.

## Situation et accès
La rue Saint-Symphorien appartient administrativement au quartier centre-ville.
Elle relie la rue Desteuque à la place Godinot et est à sens unique.

## Origine du nom
Ce nom fait référence à l'ancienne église Saint-Symphorien qui était connu pour être le clocher porche le plus haut de la ville et Bétause, évêque de Reims en avait fait le siège de son dioscèse, des traces d'une maison de la fin du Ier siècle av. J.-C. remplacée par une maison en pierre de 500 m² qui brulait au IIIe siècle et fut remplacée par une autre ayant un hypocauste.

## Historique
Cette rue est créée de la réunion de la « rue Saint-Symphorien » et de la « rue du Bois-de-Vincennes » en 1841 sous le nom de « rue Saint-Symphorien ».

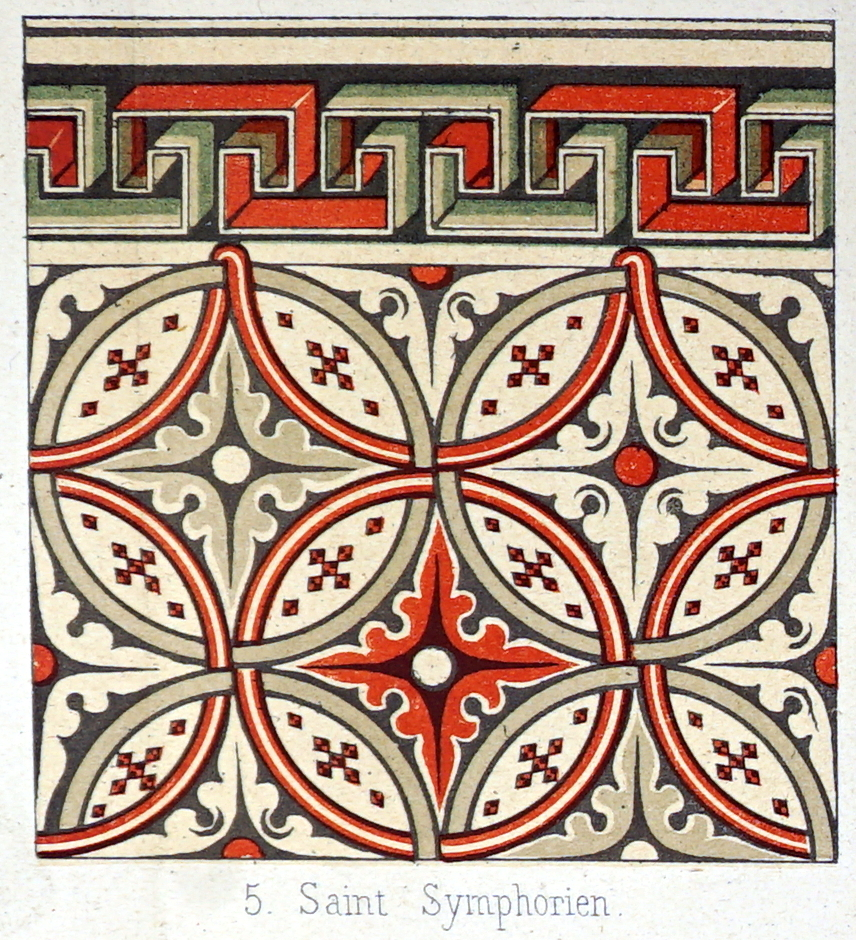
Fragment de mosaïque,Ier siècle,
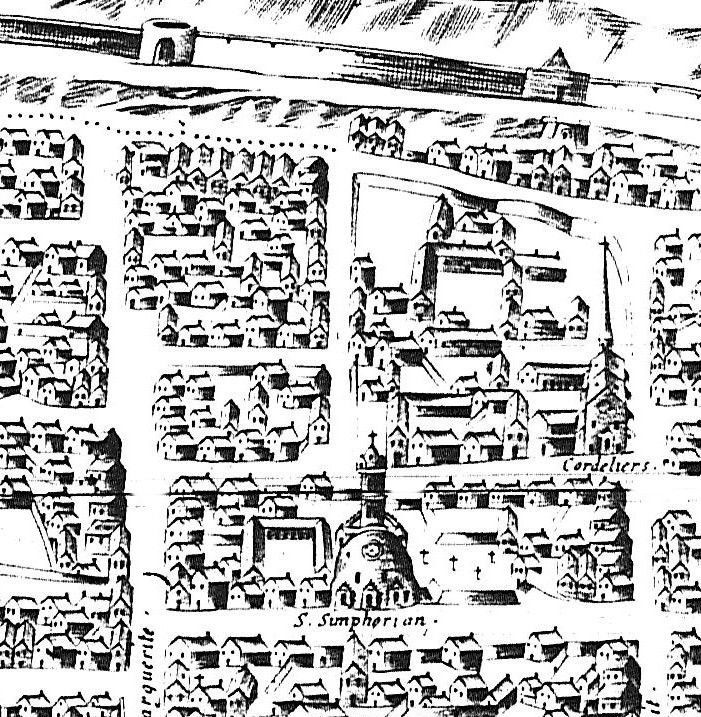
Vue de l'ancienne église, plan Colin, 1665, bibliothèque Carnegie (Reims).

## Bâtiments remarquables et lieux de mémoire

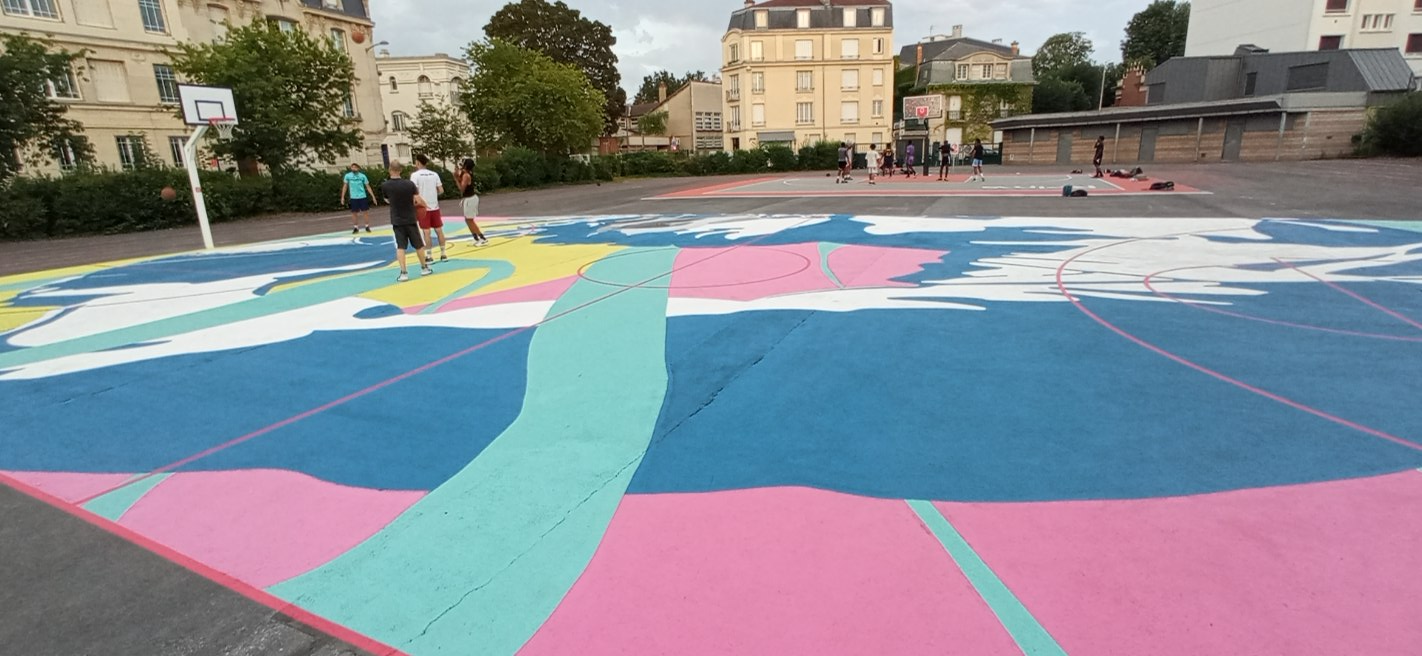
Le stade de sport.